# کیراپونه
کیراپونه (به لاتین: Kirapone) یک منطقهٔ مسکونی در سری‌لانکا است که در استان مرکزی (سری‌لانکا) واقع شده‌است.